# Макогон, Полина Александровна
Поли́на Алекса́ндровна Макого́н (также Макаго́н) (1919—1943) — участница Великой Отечественной войны, летчица 46-го гвардейского ночного бомбардировочного авиационного полка, гвардии лейтенант.

## Биография
Родилась в 1919 году в с. Балки, ныне Запорожской области Украины.
Член ВКП(б)/КПСС с 1939 года.
В Красной Армии с 1941 года по мобилизации ГВФ. Закончила Энгельсскую военную школу. В действующей армии — с мая 1942 года.
Командир 3 эскадрильи 46-го гвардейского ночного бомбардировочного авиационного полка 325-й ночной бомбардировочной авиационной дивизии 4-й воздушной армии, гвардии лейтенант. В декабре 1942 года в полку создали ещё одну, третью по счету, эскадрилью. Её командиром назначили Полину Макогон, штурманом — Лидию Свистунову.
Участвовала в битве за Кавказ, освобождении Кубани, наносила бомбовые удары по военным объектам врага.
Погибла в ночь с 31 марта на 1 апреля 1943 года во время выполнения боевого задания:

В апреле 1943 года мы стояли в станице Пашковская, на окраине Краснодара, откуда летали в течение двух месяцев. Там в ночь на 1 апреля произошла трагедия…
Как всегда аэродром был не освещён, самолёты, возвращаясь с боевого задания, подходили в полной темноте и с погашенными огнями АНО (аэронавигационные огни — три лампочки: на правой, левой плоскости и на хвосте: красный, белый и зелёный). На четвёртом развороте самолёт Юли Пашковой и Кати Доспановой столкнулся с самолётом командира эскадрильи Полины Макагон и Лиды Свистуновой. На старте услышали только треск и грохот от падения машин. Они были полностью разбиты. Макагон и Свистунова погибли сразу. Юлю пытались спасти, но 4 апреля она тоже умерла.
Кто-то был виноват в этой катастрофе, отвлёкся, не разглядел силуэт идущей впереди машины. И мы заплатили за это тремя жизнями…
— Ракобольская И., Кравцова Н. Нас называли ночными ведьмами. Так воевал женский 46-й гвардейский полк ночных бомбардировщиков. 2-е издание, дополненное. - М. Издательство МГУ, 2005.
Похоронена в станице Пашковской, ныне микрорайон города Краснодара.

## Память
В станице Пашковской был установлен обелиск с мраморной табличкой и надписью похороненных.

## Награды
В сентябре 1942 года награждена орденом Красного Знамени за 136 боевых вылетов и сброс на голову врага более 6000 кг бомб и снарядов.
В апреле 1943 года награждена орденом Отечественной войны 1-й степени за 259 боевых вылетов.